# Beta Circini

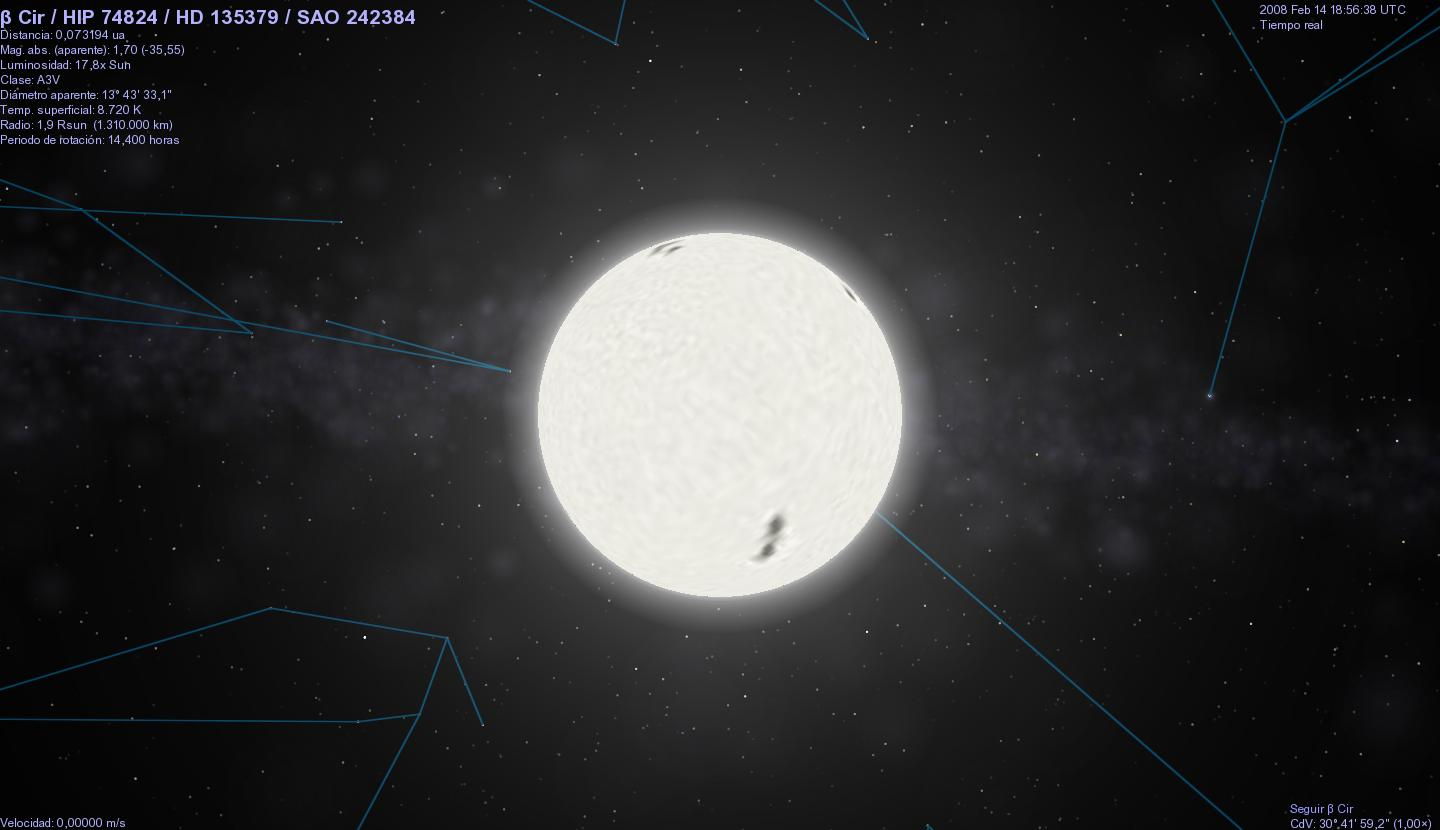
Imagen hecha con un programa de computadora, de la estrella Beta Circini.

Beta Circini, latinizado β Circini , es una estrella de secuencia principal de tipo A y es la segunda estrella más brillante de la constelación de Circinus. Tiene una magnitud visual aparente de aproximadamente 4,069, que es lo suficientemente brillante como para ser vista a simple vista. Basado en su paralaje anual de 35,17 mas vista desde la Tierra, se encuentra a unos 93  años luz del Sol .
Con una clasificación estelar de A3 Va, se trata de una estrella de secuencia principal que fusiona átomos de hidrógeno en helio en su núcleo. Tiene entre 370 y 500 millones de años y un radio de alrededor de 1,9veces el del Sol. La estrella irradia 19 veces la luminosidad del Sol desde su fotosfera a una temperatura efectiva de 8.676 K. Tiene una compañera subestelar conocida.

## Compañera subestelar
Beta Circini b es una enana marrón distante que orbita la estrella anfitriona a una distancia de 6656  UA. Fue detectada como una compañera de movimiento propio de Beta Circini en 2015 por LC Smith y colaboradores. Su masa se estima en 0,056  masas solares, o 59  MJ. Tiene una clasificación estelar de L1 y una temperatura de 2084  K (1811 °C).